# Ядвіга Волошинська
Ядвіга Волошинська (пол. Jadwiga Wołoszyńska; 1882–1951) — польська ботанікиня, альгологиня, лімнологиня та палеоботанікиня, авторка ботанічних таксонів. Вивчала мікрофлору озер України, Польщі, Литви, Яви, Суматри та Африки.

## Біологія
Народилася 1882 року у Надвірній (нині Івано-Франківська область). Навчалась у гімназіях у Надвірній та Львові. У 1903 році вступила на кафедру природничих наук Львівського університету, яку закінчила у 1907 році. У 1912 році здобула звання доктора філософії в цьому ж університеті. З 1912 по 1920 року працювала асистентокою Мар'яна Рациборського у Львівському університеті. У 1920—1921 роках була викладачкою у державному жіночому семінарі в Іновроцлаві. У 1921—1923 роках працювала у новоствореній першій польській гідробіологічній станції на озері Вігри.
У 1924 році почала працювати у Кракові у Ботанічному інституті Ягеллонського університету асистенткою професора Владислава Шафера. У 1930 році стала доценткою, а у 1932 році екстраординарною професоркою.
Під час німецької окупації уникнула арешту під час Sonderaktion Krakau — спецоперації СС з арешту краківських професорів 6 листопада 1939 року. Хоча Ягеллонський університет був закритий під час Другої світової війни, було організовано викладання в таємному Ягеллонському університеті. Серед 140 науковців, що проводили заняття, була також Волошинська. Одним з її учнів був Єжи Чосновський, згодом ботанік і професор університету Адама Міцкевича у Познані.
У 1946 році була призначена професоркою. У 1950 році кафедра фармацевтичної ботаніки була включена до Медичної академії в Кракові, де працювала до смерті у 1951 році.

## Титули
Була членкинею Наукового товариства у Львові, з 1922 року — член Польського ботанічного товариства, з 1934 року — Варшавського наукового товариства, з 1945 — член-кореспондентка Польської академії знань і член Польського товариства натуралістів імені Коперника.

## Наукова діяльність
Ядвіга Волошинська була визнаною спеціалісткою з динофлагелят і діатомових водоростей. Перша її наукова публікація присвячена вивченню мікрофлори річки Прут (1910). Волошинська також автор близько 50 публікацій, включаючи серію робіт з мікрофлори озер Польщі, України, Литви та Прибалтики.
Вона описала в цілому близько 170 нових таксонів водоростей, включаючи 7 нових родів, 126 нових видів і різновидів сучасних водоростей і 45 нових викопних видів.
Серед видів, які описала Волошинська:
- Ceratium hirundinella var. fribourgense (Zederbauer) Woloszynska 1911
- Attheya lata Woloszynska 1912
- Chroococcus turgidus var. mipitanensis Woloszynska 1912
- Peridinium lomnickii Wolosz. 1916
- Chalubinskia tatrica Woloszynska 1916
- Centronella rostafińskii Woloszynska 1923
- Bitrichia wolhynica Woloszynska
- Anabaenopsis raciborskii Woloszynska 1912